# Submarinul Vulturul

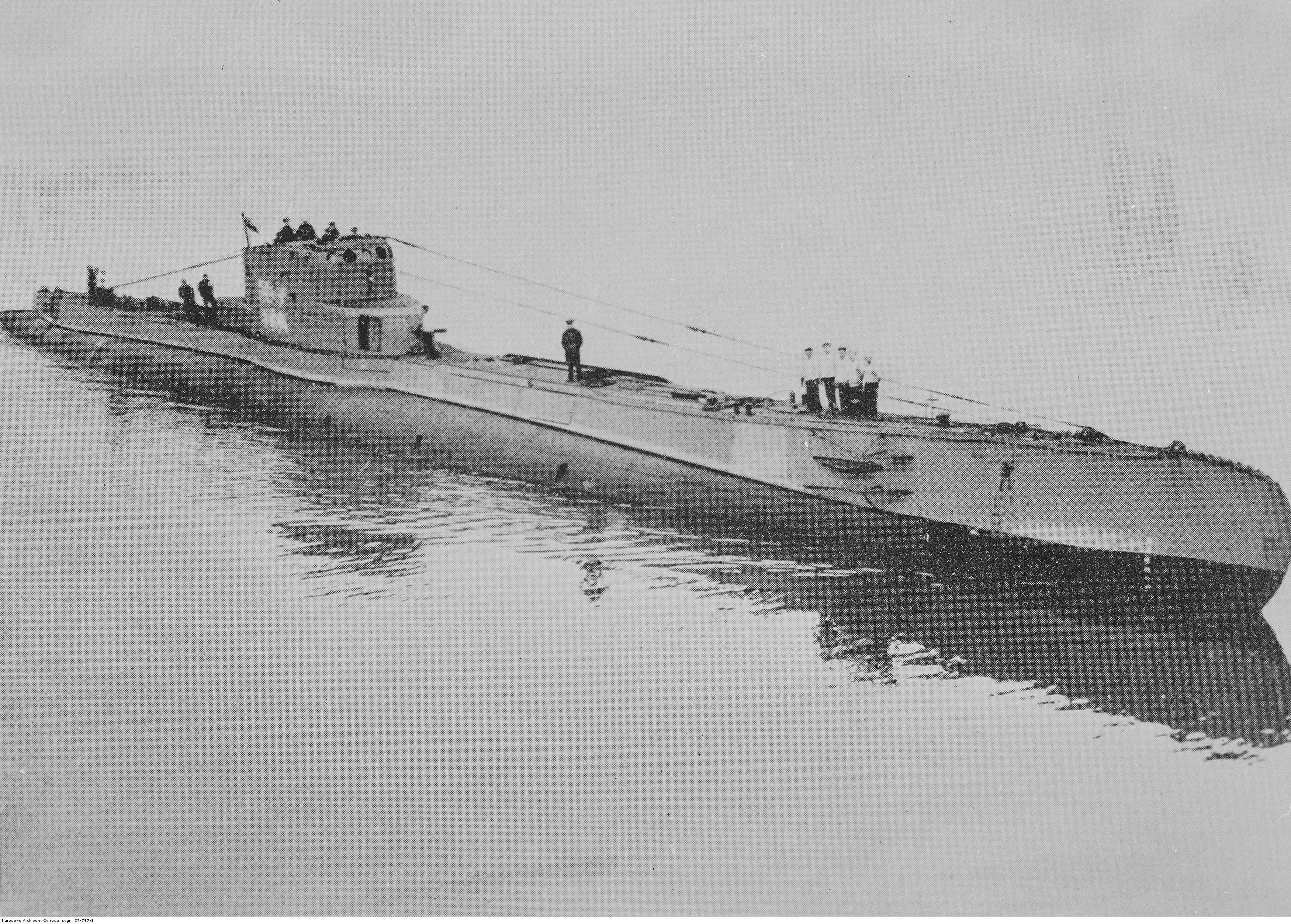
Submarinul polonez la intrarea în baza navală Hel

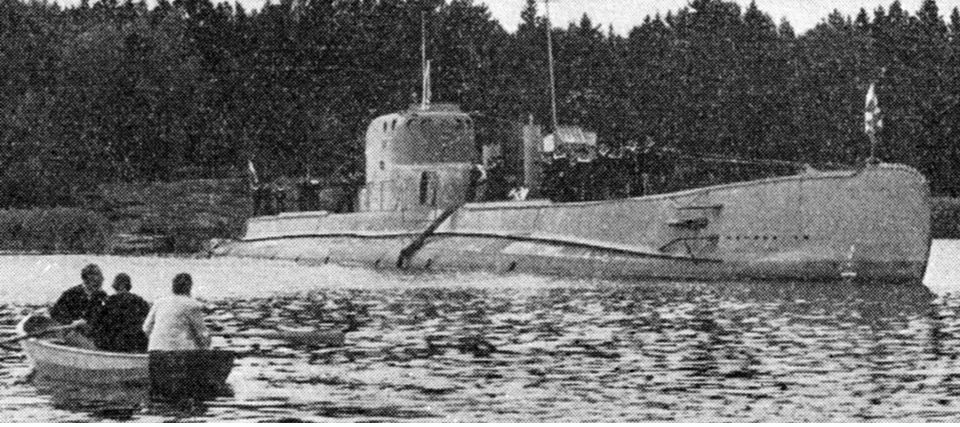
Submarinul polonez

Submarinul Vulturul (în poloneză Orzeł) este un film de război polonez din 1959, regizat de Leonard Buczkowski, care prezintă evenimentul real al evadării submarinului polonez ORP „Orzeł”⁠(d) din portul estonian Tallinn de la începutul celui de-al Doilea Război Mondial.

## Rezumat
Echipajul submarinului polonez ORP „Orzeł”⁠(d) (în traducere „Vulturul”), aflat în misiune de patrulare în Marea Baltică, află în septembrie 1939 că Germania Nazistă a invadat Polonia și a declanșat astfel Al Doilea Război Mondial. ORP „Orzeł” suferă o serie de pagube de pe urma atacurilor provocate de Luftwaffe și Kriegsmarine și, după înfrângerea Poloniei, nu mai poate intra în portul Gdynia, din moment ce canalul de acces fusese minat.
Submarinul reușește să se îndepărteze în cele din urmă de navele germane și, după două săptămâni de la începerea războiului, acostează în portul neutru Tallinn (Estonia) pentru a-și reface proviziile de combustibil și a-l lăsa pe comandantul Kozłowski, care avea simptome de boală, la un spital de pe țărm. Sub presiunea Germaniei Naziste, guvernul estonian își încalcă asigurările sale anterioare și hotărăște internarea navei în port. Autoritățile portuare estoniene confiscă piese importante de echipament, cea mai mare parte a muniției, hărțile de navigație și steagul.
Noul comandant al submarinului, căpitanul Grabiński, ia decizia să părăsească portul și să se îndrepte spre Marea Britanie prin Marea Baltică, cu toate că avea provizii reduse de combustibil și fusese lipsit de hărțile de navigație. Drept urmare, „Orzeł” părăsește noaptea în secret portul Tallinn, scapă de urmărirea navelor germane care supravegheau Marea Baltică și reușește să ajungă în Anglia. Isprava echipajului submarinului „Orzeł” a devenit un simbol al luptei eroice a poporului polonez împotriva invadatorului german și un semn de speranță pentru recâștigarea libertății.

## Distribuție
Echipajul submarinului „Vulturul”:
- Ofițeri:
  - Aleksander Sewruk⁠(d) — locotenent-comandorul Henryk Kłoczkowski⁠(d) (în film Kozłowski), primul comandant, care a rămas la Tallinn
  - Wieńczysław Gliński⁠(d) — căpitanul de marină Jan Grudziński⁠(d) (în film Grabiński), al doilea comandant
  - Jan Machulski⁠(d) — locotenentul de marină Pilecki
  - Roland Głowacki⁠(d) — locotenentul de marină Roland, mecanic șef
  - Andrzej Herder⁠(d) — sublocotenentul de marină Morawski
- Subofițeri superiori (bosman⁠(d)):
  - Zbigniew Filus — boțmanul superior Wacław Pierzchała
  - Henryk Bąk — boțmanul Leon Wiktorczyk
  - Ignacy Machowski⁠(d) — boțmanul Mirta, radiotelegrafistul navei
  - Tadeusz Gwiazdowski⁠(d) — boțmanul Bryt
  - Czesław Piaskowski⁠(d) — boțmanul Serafin
- Subofițeri inferiori (mat⁠(d)):
  - Bronisław Pawlik⁠(d) — subofițerul inferior Rokosz
  - Michał Gazda — subofițerul inferior Okoń
  - Józef Łodyński⁠(d) — subofițerul inferior Baczek
  - Jerzy Nowak — subofițerul inferior Sznuk
  - Jerzy Zapiór — subofițer inferior pe „Vulturul” (nemenționat)
- Marinari simpli:
  - Stanisław Bareja⁠(d) — bucătarul de pe „Vulturul” (nemenționat)
  - Henryk Boukołowski⁠(d) — marinar pe „Vulturul” (nemenționat)
  - Roman Wilhelmi⁠(d) — marinar pe „Vulturul” (nemenționat)
  - Henryk Bista⁠(d) — marinar (nemenționat)
  - Józef Duriasz⁠(d) — marinar (nemenționat)
  - Włodzimierz Kaczmarski — marinar (nemenționat)
  - Jerzy Kamas⁠(d) — marinar (nemenționat)
  - Andrzej Mrozek⁠(d) — marinar (nemenționat)
  - Mieczysław Waśkowski⁠(d) — marinar (nemenționat)
  - Jan Włodarczyk⁠(d) — marinar (nemenționat)

Alții:
- Marian Nowicki — atașatul naval polonez (căpitan de marina) la Tallinn
- Kazimierz Wilamowski⁠(d) — amiralul eston care decide internarea navei în portul Tallinn
- Stanisław Milski⁠(d) — Hozer, comandantul adjunct al portului Tallinn
- Lech Wojciechowski⁠(d) — adjutantul căpitanului portului
- Ryszard Filipski⁠(d) — militarul estonian care păzește nava „Orzel” în portul Tallinn
- Jerzy Kozakiewicz⁠(d) — subofițerul de marină estonian
- Jerzy Rutowicz⁠(d) — ofițer estonian (nemenționat)
- Zygmunt Hübner⁠(d) — căpitanul unei nave militare germane (nemenționat)
- Eugeniusz Kamiński⁠(d) — ofițer de inspecție (nemenționat)
- Kazimierz Talarczyk⁠(d) — ofițer de inspecție (nemenționat)
- Andrzej Wykrętowicz — ofițer de inspecție (nemenționat)
- Janusz Kłosiński⁠(d) — medicul (nemenționat)
- Gustaw Lutkiewicz⁠(d) — atașatul militar britanic (nemenționat)
- Gerard Zalewski⁠(d) — radiotelegrafist (nemenționat)

Au mai colaborat studenții Școlii Superioare de Stat de Teatru din Varșovia (PWST) și ai Școlii Superioare de Stat de Teatru și Film din Łódź (PWSTiF).

## Producție
Cineastul polonez Leonard Buczkowski a încercat să reconstituie cu fidelitate o parte a istoriei submarinului ORP „Orzeł”⁠(d) („Vulturul”), care a luat parte la luptele din septembrie 1939. Scenariul filmului, inspirat de evenimente reale, nu este, însă, o relatare istorică strictă, deoarece Buczkowski a introdus elemente fictive pentru dinamizarea acțiunii și pentru crearea unei atmosfere pline de dramatism. Au fost schimbate numeroase evenimente, precum și numele principalilor ofițeri aflați la comanda echipajului: astfel locotenent-comandorul Henryk Kłoczkowski⁠(d) a devenit în film Kozłowski, căpitanul de marină Jan Grudziński⁠(d) a primit numele de Grabiński, iar locotenentul de marină Piasecki  a devenit în film Pilecki.
Submarinul polonez ORP „Orzeł”, care fusese scufundat în mai 1940, în urma ciocnirii cu o mină, a fost înlocuit în film pentru o mai mare autenticitate de submarinul din aceeași clasă⁠(d) ORP „Sęp”⁠(d), navele germane au fost înlocuite de nave poloneze (printre care dragoarele de mine⁠(d) din clasa T-43⁠(d)), iar cargoul german „Schwerin”, oprit și distrus de „Orzeł” după fuga din portul Tallinn, a fost înlocuit cu nava poloneză „Hugo Kołłątaj”.
Submarinul Vulturul a fost realizat în anul 1958 de Studioul Kadr, cu ajutorul Comandamentului Marinei Republicii Populare Polone. Filmările au avut loc în mare parte în portul Gdynia. Comandorul Bolesław Romanowski⁠(d) a fost consultant din partea Marinei Poloneze⁠(d). Filmul a avut premiera pe 7 februarie 1959.

## Premii și nominalizări
Submarinul Vulturul a fost nominalizat la Marele Premiu pentru cel mai bun film la Festivalul Internațional de Film de la Moscova din 1959 (care a fost decernat însă filmului sovietic Soarta unui om al lui Serghei Bondarciuk), iar actorii polonezi Wieńczysław Gliński⁠(d), Bronisław Pawlik⁠(d) și Aleksander Sewruk⁠(d) au fost distinși cu medalii de argint pentru interpretare masculină.